# Rheinwerft Mainz-Mombach
Die Rheinwerft Mainz-Mombach war eine Binnenschiffswerft, die von 1946 bis 1976 bestand und zeitweise eine der führenden Neubauwerften war. Nach dem Zweiten Weltkrieg baute sie die ersten neuen Gütermotorschiffe und große Tankmotorschiffe in Deutschland, daneben vor allem Arbeitsschiffe.

## Geschichte

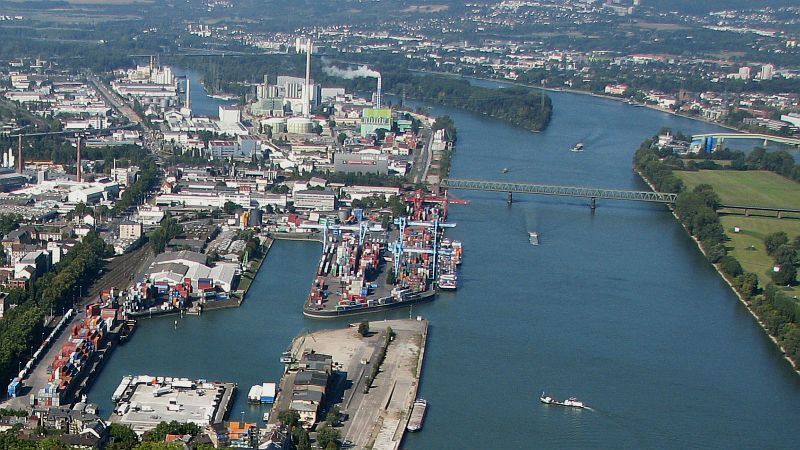
Mainzer Zollhafen (links vorne) und Industriehafen (links hinten)

### Gründung und Aufbau
Als eine von drei Werften in der Französischen Besatzungszone wurde die Rheinwerft mit Unterstützung der französischen Militärregierung am 29. März 1946 in Mainz-Mombach gegründet. Das Werftgelände befand sich in Höhe der heutigen nördlichen Rheinallee im Industriehafen. Zur Betriebsaufnahme Anfang 1947 wurden zunächst nur schwimmende Schiffe repariert, bis die Werft 1947 das Gelände der Kiesfirma Minthe übernahm und eine Helling errichtete. Die als Querhelling errichtete Anlage hatte eine Länge von 100 Metern und wurde am 23. April 1948 eingeweiht. Auch mit der Helling wurden weiterhin nur Schiffsreparaturen und -umbauten durchgeführt – ausschließlich im Auftrag der französischen Militärregierung. Erst mit der Währungsreform im Juni 1948 wurde die bis dahin beschlagnahmte Firma unabhängig.

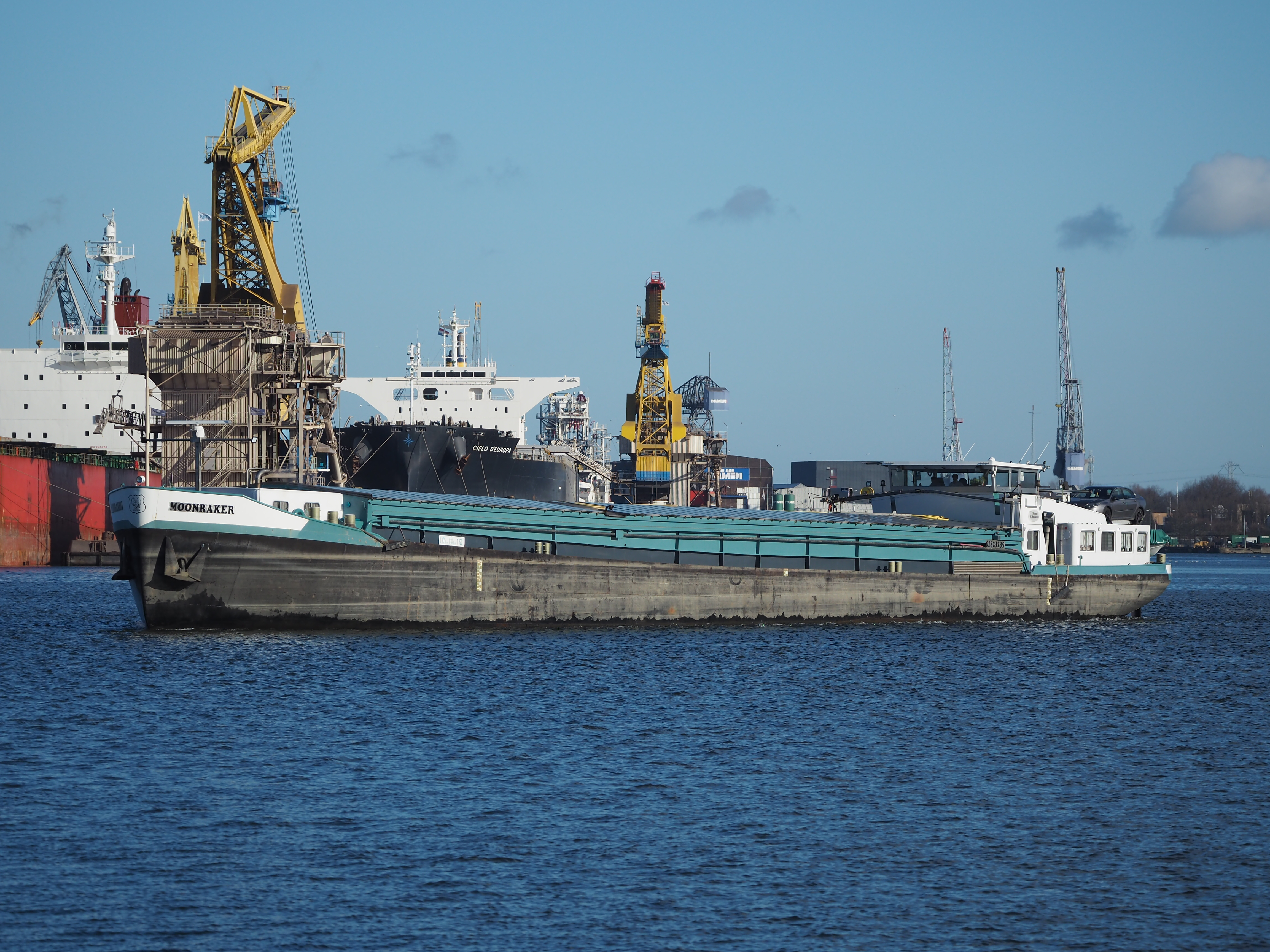
Gütermotorschiff Ernst als Moonraker 2019

### Aufstieg zu einer der führenden Neubauwerften

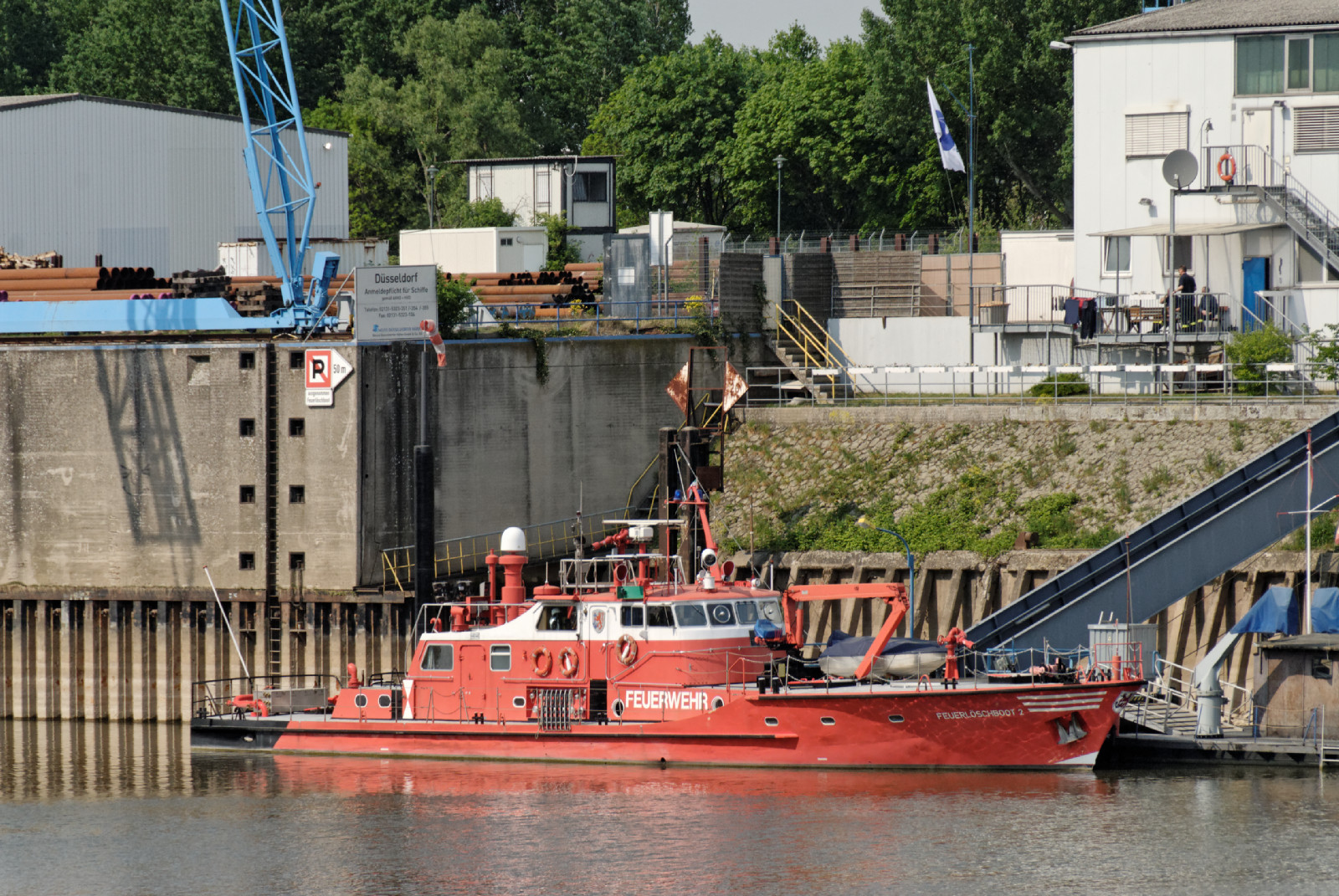
Feuerlöschboot 2 in Düsseldorf 2011

Nach mehreren Umbauten stellte die Werft 1950 ihr erstes eigenes Schiff her. Dabei handelte es sich mit der Baunummer 4 um das Gütermotorschiff Ernst, das zugleich das erste in Deutschland neu gebaute Gütermotorschiff nach dem Zweiten Weltkrieg war. In den nächsten Jahren stellte die Rheinwerft in erster Linie zahlreiche weitere Gütermotorschiffe her, denen bald große Tankmotorschiffe wie die Piz Bernina, Piz Palü, Piz Julier oder Piz La Margna folgten. Beide Schiffstypen verkaufte sie erfolgreich und das Unternehmen stieg damit zu einer der führenden Werften für Binnenfrachtschiffe auf.

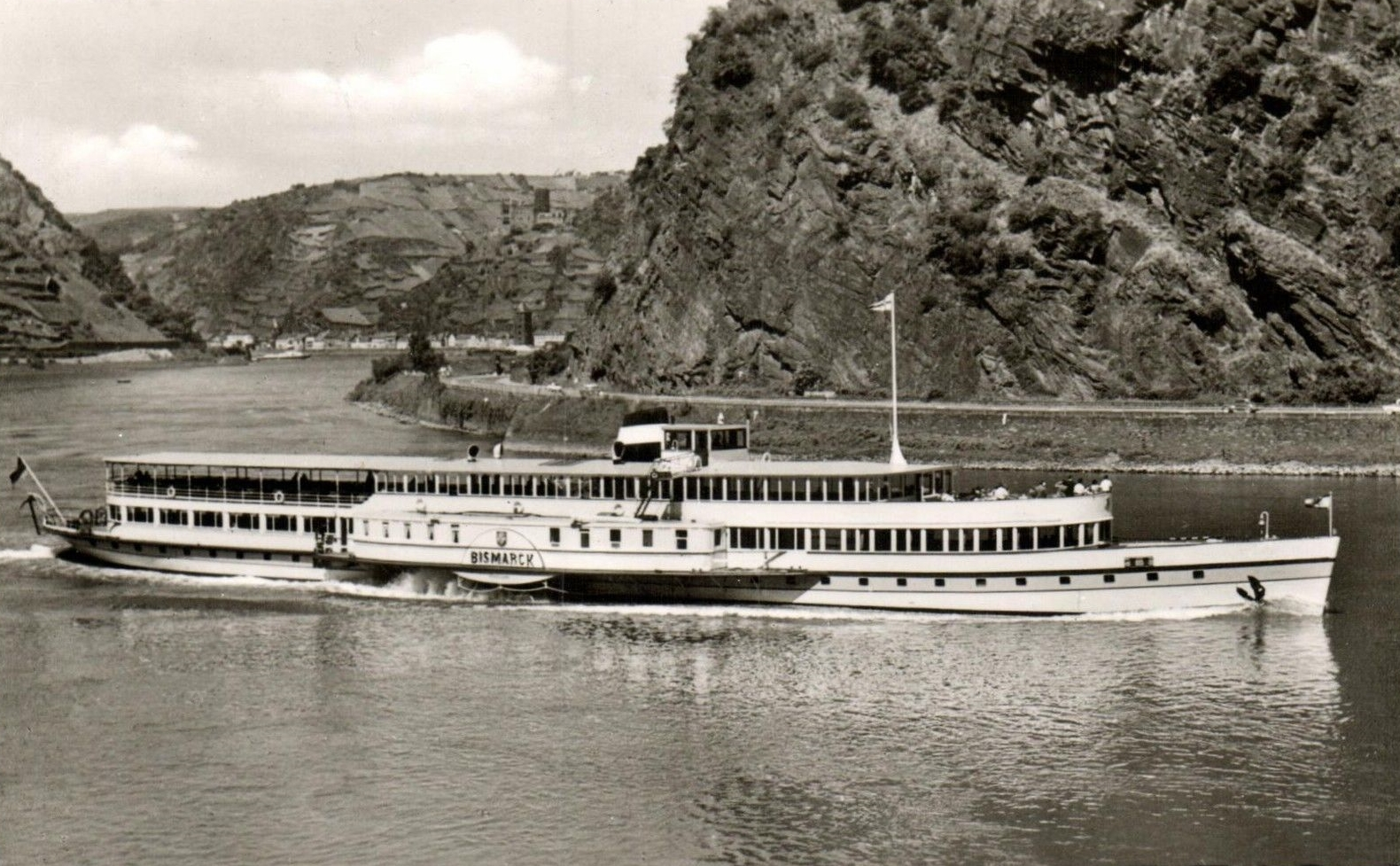
Die Bismarck mit neuem Vorschiff 1960

Neben den unterschiedlichen Frachtschifftypen entwickelte die Werft weitere Schiffstypen wie Fahrgastschiffe, Eisbrecher, Fähren, Schlepper, Schubboote, Pionierboote sowie Feuerlöschboote. Dabei profitierte die Werft kaum vom Boom der Fahrgastschifffahrt auf Binnengewässern. Nur wenige Neubauten sind überliefert wie die 1959 erbaute Judith für die Bopparder Personenschiffahrt Philipp Hebel. Dagegen hat die Rheinwerft mehrere Reparaturen und Umbauten an Fahrgastschiffen durchgeführt. Diese reichen von Verlängerungen etwa der Bornhofen für die Personenschifffahrt Stumpf 1960, über das neue Vorschiff für die Bismarck der Köln-Düsseldorfer Deutsche Rheinschiffahrt im Winter 1958/59 bis zu kompletten Neuaufbauten von Schiffen wie 1949 die Rheingold der Reedereigemeinschaft Flettner-Nauheimer aus Frankfurt am Main und weitere nicht nähere spezifizierte Umbauten, so 1965 der Regierungsrat Milatz der Bingen-Rüdesheimer Fahrgastschiffahrt.

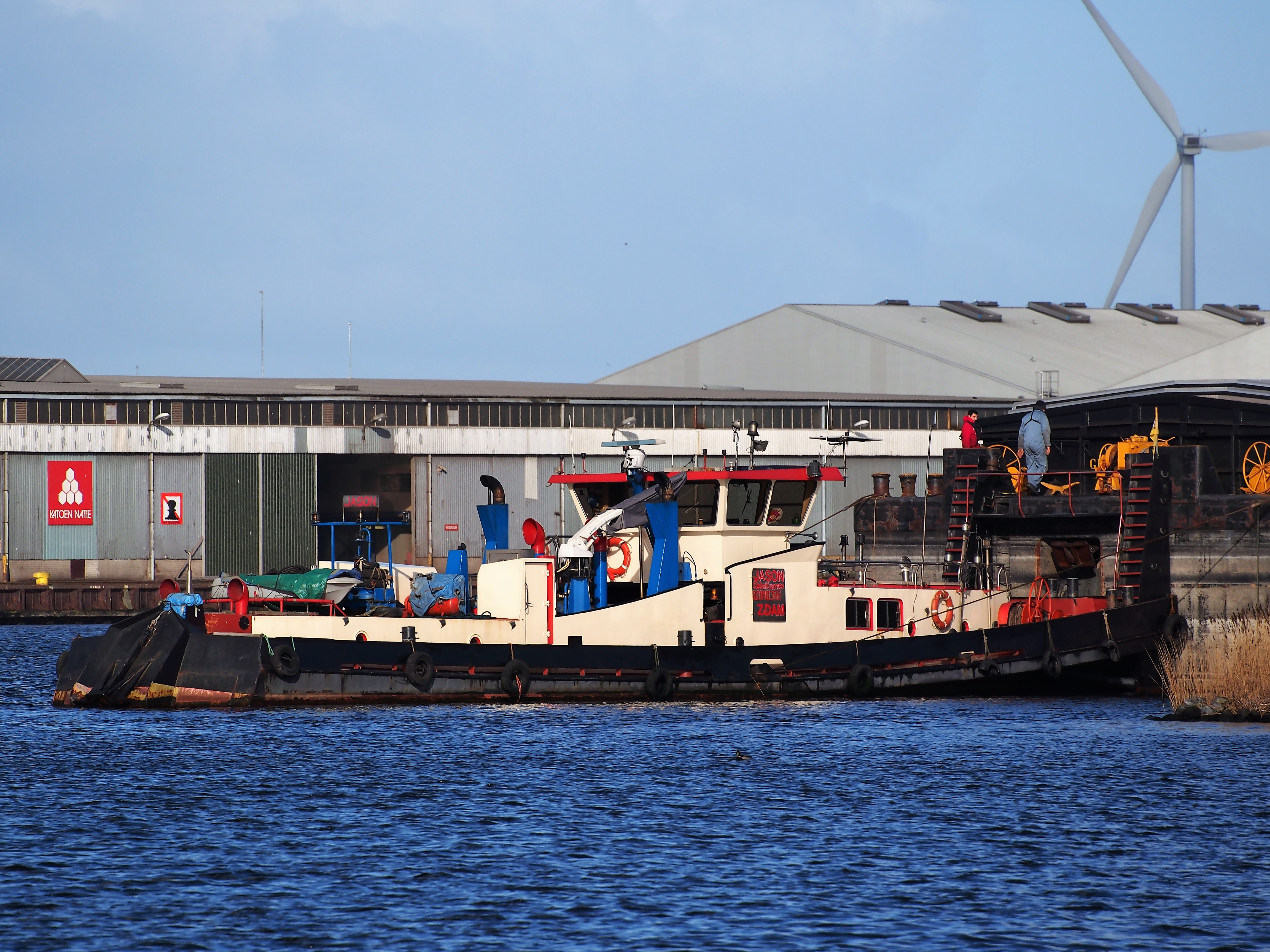
Ehemaliger Bundeswehrschlepper T41 als Schubboot Jason 2017

Ende der 1950er / Anfang der 1960er Jahre erweiterte das Unternehmen die Produktpalette und begann 1958 mit der Produktion von Schlepp- und Lotsenbooten – unter anderem mehrere Schleppboote für Bundeswehr-Pioniere –, ab 1960 mit Schubbooten und ab 1961 mit dem ersten Feuerlöschboot. Bis in die 1970er Jahre lieferte die Werft Löschboote an die Feuerwehr Köln, Feuerwehr Duisburg, Feuerwehr Düsseldorf, Basel, Feuerwehr Frankfurt am Main und Feuerwehr Koblenz. Gleichzeitig ging die Produktion und der Absatz der Fracht- wie der Tankschiffe zurück. Ergänzend zu den Neubauaktivitäten wurden weiterhin Reparaturen, Motorisierungen, Verlängerungen und andere Umbauten durchgeführt.

### Erweiterung der Werft und Ausstattung
Aufgrund der regen Nachfrage erweiterte das Unternehmen um 1960 die Produktionsanlagen: Sie verlängerte die bestehende Querhelling auf 180 Meter, so dass in zwei Reihen bis zu acht Schiffe Platz hatten. An der Helling standen zwei Kräne, deren Tragkraft jedoch offen ist. Zum Unternehmen gehörten Werkstätten für unterschiedliche Arbeitsmaterialien und Anwendungen: Neben der Verwendung von Schiffbaustahl wurde Aluminium in einer eigenen Werkstatt verarbeitet: Weitere Werkstätten gab es für die Propellerreparatur, für die Kunststoffverarbeitung, eine Schreinerei sowie eine Abteilung für den Behälter- und Anlagenbau, die insbesondere für Spezialstähle und Nichteisenmetalle ausgelegt war. Ergänzt wurde dies durch eine Lehrlingswerkstatt. In dieser Zeit beschäftigte das Unternehmen etwa 300 bis 400 Mitarbeiter.

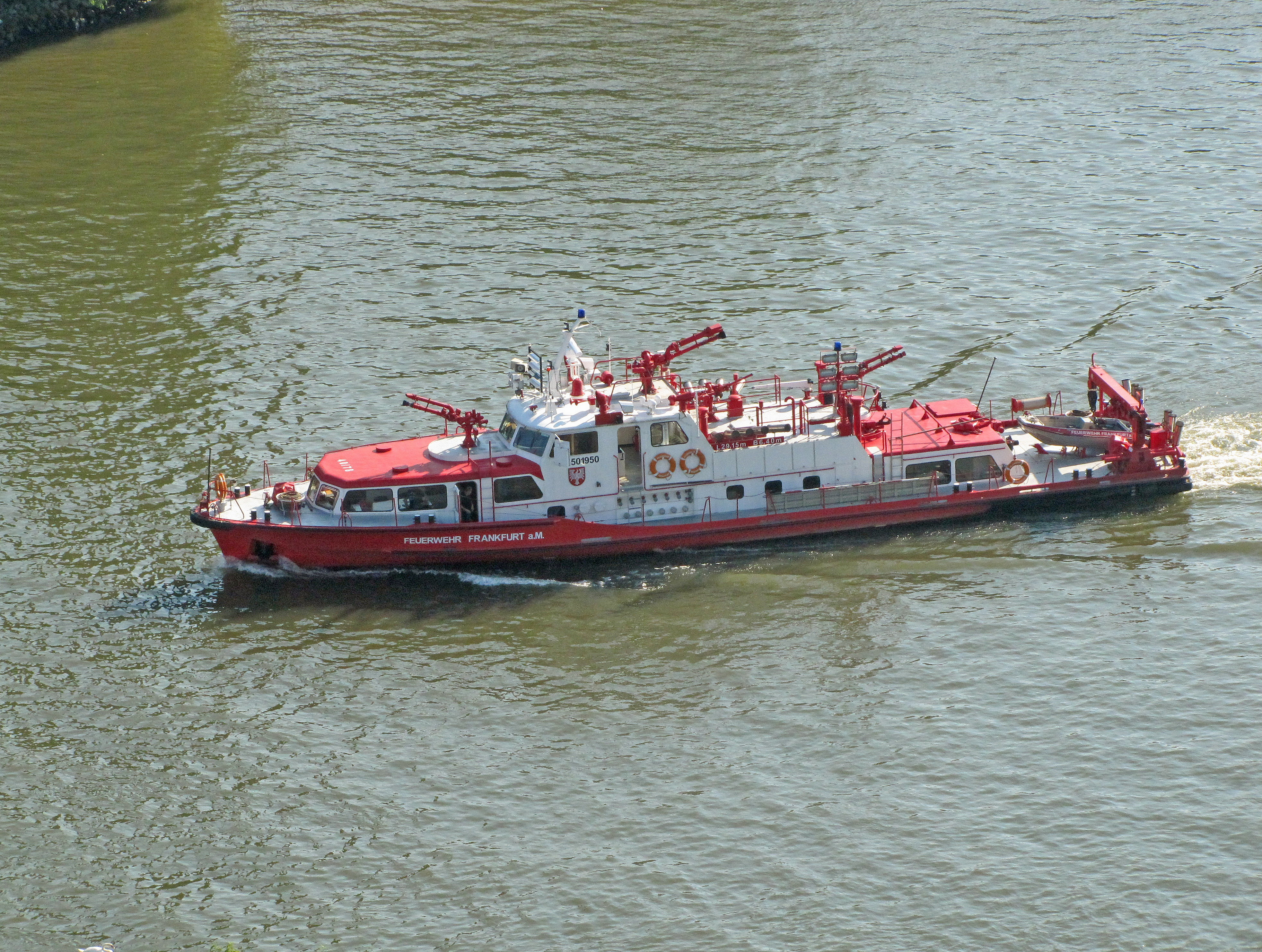
Feuerlöschboot Frankfurt 2007

### Niedergang und Insolvenz
Vom allgemeinen Rückgang der Schiffbauindustrie in der Bundesrepublik Deutschland in den 1970er Jahren war auch die Rheinwerft Mainz betroffen. Am 7. Dezember 1976 musste sie Konkurs anmelden und wurde anschließend versteigert.

## Heutige Nutzung des Geländes
Auf dem Gelände der ehemaligen Werft errichtete die Schott AG einen Zweigbetrieb, in dem sie seit 2002 Glaskeramikkochflächen (Markenname „Ceran“) herstellt.

## Bauliste (Auswahl)
| Name               | Jahr              | Schiffstyp            | Vermessung oder Passagiere   | Auftraggeber                                               | Anmerkungen |
| ------------------ | ----------------- | --------------------- | ---------------------------- | ---------------------------------------------------------- | --- |
| Rheingold          | 1949 (Umbau)      | Fahrgastschiff        | 45 Tonnen, 43,80 Meter       | Reedereigemeinschaft Flettner-Nauheimer, Frankfurt am Main | Komplettumbau wahrscheinlich aus Schiff Ingeborg; 1957/1959 auf der Schiffswerft und Maschinenfabrik Mainz-Gustavsburg verbrannt; |
| Ernst              | 1950              | Gütermotorschiff      | 930 Tonnen, 67,00 Meter      | De Gruyter & Co., Duisburg-Ruhrort                         | Erster Neubau eines Gütermotorschiffes in Deutschland nach dem Zweiten Weltkrieg; 1965 Helena Janny, 1969 Saturnus, 1977 Quo Vadis, 1985 Casa Mia, 19?? Sato, 2002 Moonraker; 2020 Wodara |
| Tuisko 4           | 1955              | Gütermotorschiff      | 921 Tonnen, 66,95 Meter      | E. & W. Müssig, Ludwigshafen                               | 1996: Alba4, 1974 niederl. Anroba, 1989 Alba, 1990 Cobra, 1993 Polaris, 2001 Adrianus, 2006 Zandloper, 2007 Victorie, 2012 Marinus Sr, 2015 Adeline, 2017 Lavoro; |
| Piz Bernina (1)    | 1955              | Tankmotorschiff       | 1513 Tonnen, 85,2 Meter      | Brag Tankschiffahrt AG, Basel                              | Zum Bauzeitpunkt eines der größten Tankmotorschiffe auf dem Rhein; 1979 Excento, 1984 Payom, 1992 Myra, 1995 Discovery, 2001 Diamond, 2005 Sonja, 2019 in Fahrt; |
| Franz Hesselberger | 1955              | Eisbrecher, Schlepper | 153 Tonnen, 25,08 Meter      | Wasser- und Schifffahrtsdirektion Süd, Würzburg            | „Würzburg-Typ“ der Werft; Schwesterschiffe Arthur Kaspar, von Pechmann und von Grassmann; in den 1950er Jahren einer der stärksten Eisbrecher, in Fahrt (2020); |
| Piz La Margna      | 1957              | Tankmotorschiff       | 1513 Tonnen, 85,2 Meter      | Brag Tankschiffahrt AG, Basel                              | Schwesterschiff der Piz Bernina, 1994 noch in Fahrt; |
| Bismarck           | 1958/1959 (Umbau) | Fahrgastschiff        | 1600 Passagiere, 79,20 Meter | Köln-Düsseldorfer Deutsche Rheinschiffahrt, Düsseldorf     | Der 1913/14 bei Gebrüder Sachsenberg gebaute Seitenraddampfer war 1946 das erste Schiff, das die Köln-Düsseldorfer nach dem Zweiten Weltkrieg wieder in Betrieb nahm; mehrfache Modernisierungen, u. a. im Winter 1958/59 auf der Rheinwerft, bei der es ein um 1,20 Meter längeres neues Vorschiff mit modernem Bug erhielt. |
| Judith             | 1959              | Fahrgastschiff        | 200 Passagiere, 26,00 Meter  | Bopparder Personenschiffahrt Philipp Hebel                 | bis 1997 Einsatz auf dem Rhein, dann in die Niederlande verkauft als Motoryacht Bijou; nach 2000 nach Lübeck verkauft; Verbleib unklar. |
| T41                | 1959              | Pionierschlepper      | 27,96 Meter                  | Bundeswehr                                                 | Zweiter der vier 1959/60 gebauten Schlepper T21, T41, T51 und T61 vom Typ Mainz für die Flusspioniere vom Liste der Truppenteile der Pioniertruppe des Heeres der Bundeswehr#Bataillone 140 der Bundeswehr. Nach Ausmusterung zum niederl. Schubboot Jason umgebaut.                                                          |
| Feuerlöschboot 2   | 1963              | Feuerlöschboot        | 98 Tonnen, 33,89 Meter lang  | Feuerwehr Düsseldorf                                       | Seit 1963 bei der Feuerwehr Düsseldorf, 1979 um 4,59 Meter verlängert, 1991 neue Motoren; 2021 in Fahrt; |
| Frankfurt          | 1971              | Feuerlöschboot        | 29 Tonnen, 29,15 Meter lang  | Feuerwehr Frankfurt am Main                                | Erstes Feuerlöschboot der Frankfurter Feuerwehr, mehrfache Modernisierungen; in Fahrt (2021); |
| Harpen 3           | 1972              | Schubboot             | 19,00 Meter                  | Harpener AG                                                | 1990 zusammen mit den Schwesterschiffen Harpen 1 und Harpen 2 an Maasstadt AG aus Basel verkauft; modernisiert und neu motorisiert als Donau in Fahrt genommen; |